# Idiops mossambicus
Espèce
Synonymes
- Acanthodon mossambicus Hewitt, 1919

Idiops mossambicus est une espèce d'araignées mygalomorphes de la famille des Idiopidae.

## Distribution
Cette espèce se rencontre au Mozambique et en Afrique du Sud.

## Description
Le mâle syntype mesure 13,25 mm et la femelle 18,5 mm.

## Systématique et taxinomie
Cette espèce a été décrite sous le protonyme Acanthodon mossambicus par Hewitt en 1919.

## Étymologie
Son nom d'espèce lui a été donné en référence au lieu de sa découverte, le Mozambique.

## Publication originale
- Hewitt, 1919 : « Descriptions of new South African Araneae and Solifugae. » Annals of the Transvaal Museum, vol. 6, no 3, p. 63-111 (texte intégral).